# کفرشخنا
کفرشخنا (به عربی: كفرشخنا) یک منطقهٔ مسکونی در لبنان است که در شهرستان زغرتا واقع شده‌است.
 کفرشخنا  ۱۰۰ نفر جمعیت دارد و ۲۲۰ متر بالاتر از سطح دریا واقع شده‌است.